# 仙台駐屯地
仙台駐屯地（せんだいちゅうとんち）は、宮城県仙台市宮城野区南目館1-1に所在する東北方面総監部等の駐屯する陸上自衛隊の駐屯地である。

## 概要
東北方面総監部をはじめとする方面直轄部隊・機関が多数駐屯しており、東北方面隊の中核となる駐屯地である。隷属する分屯地に反町分屯地がある。

最寄の演習場は、王城寺原演習場。駐屯地司令は、東北方面総監部幕僚長が兼務。
1937年（昭和12年）に日中戦争が勃発すると軍事物資の需要の増大から、日本各地に軍工廠が多数建設された。陸上自衛隊仙台駐屯地の敷地は、そのうちの一つ、原町苦竹に建設された東京第一陸軍造兵廠仙台製造所の跡地の大部分を継承したものである。第二次世界大戦後の占領期には進駐軍のキャンプ地でもあった。

### 南目城
東京第一陸軍造兵廠仙台製造所が開設される前の原町苦竹には、戦国時代に存在した南目城の城跡があった。現在、仙台駐屯地の中には南目城跡の石碑が立っている。軍工廠が建設され、アメリカ軍のキャンプ地を経て、自衛隊の駐屯地となったため、遺構は相当破壊されたと見られている。明治時代に描かれた絵図から二重の堀と二重の土塁を持ち、東西方向に170メートル程度、南北方向に120メートル程度の規模の、戦後時代の城郭としては比較的大きな平城だったことが推測されている。この付近の古い字名として舘前、舘裏上、舘裏下、舘南、舘西があり、これらも城があったことを想像させるものであるとされる。城主は国分氏の一族である南目氏で、南目氏は後に伊達政宗に仕え北目氏となり栗原郡へ知行地を移された。

### 東京第一陸軍造兵廠仙台製造所
東京第一陸軍造兵廠仙台製造所は1940年（昭和15年）に設置された。この造兵廠では主に航空機が搭載する機関砲用の弾薬が製造されていた。陸軍はこの造兵廠のために、仙台市電の原町線の早期開通を求めたが、戦争の影響で資材が不足し戦中に路線の延伸工事はほとんど進まなかった。後に戦時買収で国鉄仙石線となる宮城電気鉄道においては、1943年（昭和18年）新田駅（北緯38度16分20.9秒 東経140度55分27.1秒 / 北緯38.272472度 東経140.924194度）が造兵廠前に苦竹駅（北緯38度16分7.3秒 東経140度55分7.7秒 / 北緯38.268694度 東経140.918806度）として移され、造兵廠への工員輸送の一端を担った。1945年（昭和20年）7月10日、仙台空襲が行われたが爆撃は仙台市の中心市街地に集中し、この軍工廠は攻撃されなかった。終戦となる1945年（昭和20年）8月15日には、造兵廠の職員と工員が一緒にラジオから流れる玉音放送を聞いた。ある者は青ざめ、ある者は家に帰れる喜びを滲ませ、軍関係者は翌日から書類の焼却を始めたという。
東京第一陸軍造兵廠仙台製造所の建設は周辺の都市計画にも影響を及ぼした。まず造兵廠建設地の強制的な区画整理が行われ、この影響で仙台市東部の市街地化が避けられないと判断した仙台市は1942年（昭和17年）から造兵廠周辺で「原町工業都市建設土地区画整理事業」を始めた。中江住宅、宮城野住宅、案内住宅、原町住宅が造成されたが、戦局の悪化でこの事業は中断し、終戦後に継続して行われた。
造兵廠への物資輸送のため、仙石線・苦竹駅のやや仙台駅寄りから造兵廠へ引込み線が分岐していた。また、仙台駅の東側には、仙石線と東北本線との間で短絡線も設置されていた。両線とも現在は廃線。

### キャンプ・シンメルフェニヒ
戦争が終結した後、日本の各地に連合国軍が次々と進駐を始めた。1945年（昭和20年）9月、東京第一陸軍造兵廠仙台製造所はアメリカ軍に接収され、「キャンプ・シンメルフェニヒ」（Camp Schimmelpfennig。略称：Camp Schimm。別名：苦竹キャンプ）と呼ばれた。このキャンプにはアメリカ軍の第11空挺師団が駐留した。1950年（昭和25年）朝鮮戦争が勃発すると進駐軍はこの戦争に投入され、連合国軍最高司令官ダグラス・マッカーサーが兵力の空白を埋めるために日本に作らせた警察予備隊の一部隊が苦竹キャンプに置かれた。翌1951年（昭和26年）苦竹キャンプの警察予備隊は新設された駐屯地に移動し、かわってアメリカ軍の第1騎兵師団が苦竹キャンプに入った。進駐軍は1957年（昭和32年）7月まで駐留し、11月に苦竹キャンプは進駐軍から防衛庁に移管された。
苦竹キャンプは一般兵の兵舎として使われ、狭い部屋にはピンナップが貼られて、兵士の部屋というよりはさながら学生寮の様だったと伝わっている。また、この頃の苦竹では、横文字の看板を掲げた簡素な酒場が軒を連ねた。
アメリカ陸軍参謀総長などを歴任したジョージ・ケイシー・ジュニアは、進駐軍の将校だった父ジョージ・ケイシー・シニアの元、この苦竹キャンプで生まれた。

### 仙台駐屯地
警察予備隊は1952年（昭和27年）10月15日に保安隊に改組され、1954年（昭和29年）7月1日に自衛隊法により自衛隊に発展した。進駐軍が日本から撤収するとキャンプ跡地の利用が問題となり、その中で跡地を自衛隊の駐屯地とする構想が持ち上がった。仙台市内における駐屯地としての候補地は4つあった。自衛隊は第一希望を第2師団の司令部があった川内、第二希望を歩兵第4連隊があった榴岡、第三希望を仙台陸軍幼年学校があった三神峯、第四希望をこの苦竹キャンプ跡地とし、結果として、敷地が削減された上で苦竹があてがわれた。
自衛隊に引き継がれなかった土地では、1967年（昭和42年）4月14日～6月12日に東北大博覧会が開催された。1983年（昭和58年）5月31日に払い下げられた6,500m2分は、仙台トラックターミナルとなった。また、1985年（昭和60年）3月に19億8300万円で払い下げられた26,268m2分は、仙台市中央卸売市場本場花き部の移転地となった。

## 沿革
陸上自衛隊南仙台駐屯地
- 1958年（昭和33年）
  - 3月25日：南仙台駐屯地が開設され[18]、第2特科群が富士駐屯地から移駐。
  - 6月17日：第22普通科連隊が南仙台駐屯地において編成完結。
- 1960年（昭和35年）1月14日：東北方面隊発足により、東北方面総監部が南仙台駐屯地に設置。

陸上自衛隊北仙台駐屯地
- 1958年（昭和33年）5月1日：北仙台駐屯地が開設され[18]、第1補給整備支援群（後の東北地区補給処）が船岡駐屯地から移駐。
- 1958年（昭和33年）6月26日：第1補給整備支援群が陸上自衛隊東北地区補給処に改編。

陸上自衛隊仙台駐屯地
- 1960年（昭和35年）8月12日：北仙台駐屯地と南仙台駐屯地が合併し、仙台駐屯地が発足[19]。
- 1961年（昭和36年）
  - 8月10日：第22普通科連隊が多賀城駐屯地へ移駐。
  - 8月17日：第2施設団が編成完結。
- 1971年（昭和46年）7月24日：陸上自衛隊仙台地区病院が新設される[20]。
- 1976年（昭和51年）
  - 3月25日：東北方面観測中隊を新編。
  - 4月1日：仙台市電廃止に伴い、原町駅前電停廃止。
- 1979年（昭和54年）3月26日：東北方面観測中隊が第304観測中隊に改称。
- 1982年（昭和57年）3月25日：第305保安中隊が編成完結。
- 1998年（平成10年）3月26日：陸上自衛隊東北地区補給処が陸上自衛隊東北補給処に改編。
- 2006年（平成18年）3月27日：

1. 東北方面混成団本部を新編。
2. 東北方面武器隊（仙台駐屯地）を廃止し、東北方面後方支援隊を新編。
3. 東北方面衛生隊を新編。

- 2007年（平成19年）3月29日：第2特科群隷下の第110特科大隊を廃止 。
- 2008年（平成20年）3月26日：第305保安中隊が東北方面警務隊隷下に編成替え。
- 2009年（平成21年）3月26日：東北方面情報処理隊を新編。
- 2010年（平成22年）3月26日：第2特科群が東北方面特科隊に改編。
- 2017年（平成29年）3月27日：第301弾薬中隊が新編され、東北方面後方支援隊に隷属。
- 2019年（平成31年）3月26日：東北方面特科隊隷下の第130特科大隊を廃止。
- 2022年（令和04年）3月17日：東北方面通信群が東北方面システム通信群に称号変更。
- 2023年（令和05年）3月15日：第304観測中隊を廃止。
- 2024年（令和06年）
  - 3月20日：東北方面特科隊を廃止。
  - 3月21日：第305システム防護隊をサイバー防護隊隷下に新編[21]。

## 駐屯部隊・機関

### 陸上総隊隷下部隊
- システム通信団
  - サイバー防護隊
    - 第305システム防護隊

### 東北方面隊
- 東北方面総監部
- 東北方面総監部付隊

#### 隷下部隊
- 東北方面混成団
  - 東北方面混成団本部
  - 第2陸曹教育隊
- 東北方面システム通信群
- 東北方面後方支援隊
  - 東北方面後方支援隊本部
  - 東北方面後方支援隊本部付隊
  - 第108全般支援大隊：東北方面隊直轄部隊等を支援
  - 第102補給大隊
  - 第303通信直接支援隊：東北方面システム通信群を支援
  - 第301弾薬中隊
- 東北方面衛生隊
- 東北方面会計隊
- 東北方面指揮所訓練支援隊
- 東北方面情報処理隊
- 東北方面音楽隊
- 陸上自衛隊東北補給処
- 仙台駐屯地業務隊

### 防衛大臣直轄部隊
- 警務隊
  - 東北方面警務隊
    - 第305保安警務中隊
- 陸上自衛隊会計監査隊
  - 東北方面分遣隊

### 共同の部隊・機関
- 自衛隊仙台病院（陸上幕僚長を通じて指揮監督を受ける。）
- 自衛隊情報保全隊
  - 東北情報保全隊

## 施設

### 防衛館
戦国時代から昭和までの陸戦や陸上自衛隊に関する写真・資料を展示している博物館。
- 開館時間：9:00-16:00
- 休館日：土・日・祝日、年末年始
  - 休館日でも事前申し込みにより開館可。

## 最寄の幹線交通
- 高速道路：仙台東部道路仙台東IC
- 一般道路：国道4号、国道45号、国道48号、国道286号、宮城県道23号仙台塩釜線、宮城県道・山形県道62号仙台山寺線、宮城県道137号荒浜原町線、宮城県道235号荒井荒町線、宮城県道264号大衡仙台線
- 鉄道：JR東日本東北新幹線/東北本線／仙石線／仙山線／仙台市地下鉄南北線 仙台駅、仙石線 苦竹駅
- 港湾：仙台塩釜港（特定重要港湾）、石巻港（重要港湾）
- 飛行場：仙台空港（第二種空港）松島基地、霞目飛行場（その他の飛行場）

## その他
- 仙台駐屯地は、周囲を国道45号、JR仙石線、JR東北本線（宮城野貨物線）、市道舘西町7号線[22]、都市計画道路元寺小路福室線、市道苦竹中線[23]で囲まれている。
- 正門は南側にあり、門前から南方向に「東の杜大通」が延びている。反対側にある門は北門となっている。北門から徒歩1分の所に苦竹駅が所在する。車両は正門から出入りすることが多く、北門はコーンによる車止めが設置されている。
- 自衛隊のCamp Sendaiはこの仙台駐屯地であるが、進駐軍のCamp Sendaiは大日本帝国陸軍・第2師団等跡地（旧仙台城二の丸等）に設営された方を指す。現在は東北大学川内キャンパスとなっている。
- 仙台市内でバイク・自転車店を展開するハヤサカサイクルが、駐屯地内に「陸上自衛隊仙台駐屯地店」を出店している。
- 仙台市が作成したハザードマップでは付近を流れる梅田川の氾濫による冠水域に含まれている[24]。

## アクセス
- JR仙石線・苦竹駅より徒歩2分。
- 仙台市地下鉄東西線・卸町駅より徒歩14分。
- 仙台東部道路・仙台東ICから宮城県道23号仙台塩釜線（産業道路）を西進し、「大和町4丁目」交差点で東の杜大通に入って北進すると正門に至る。道程3.8km。
- 防衛館観覧者用駐車場
  - 普通車10台、バス1台（付近に展示用の戦車や榴弾砲、ヘリコプターなどがある。）